# Microdon globosus
Microdon globosus är en tvåvingeart som först beskrevs av Fabricius 1805.  Microdon globosus ingår i släktet myrblomflugor, och familjen blomflugor. Inga underarter finns listade i Catalogue of Life.